# Los hechos de la vida
Los hechos de la vida (título original en inglés, The Facts of Life, en Latinoamérica, Amor es juego prohibido) es una comedia romántica estadounidense de 1960 protagonizada por Bob Hope y Lucille Ball. El largometraje está escrita, dirigida y producida por los socios de Hope Melvin Frank y Norman Panama.
El film fue nominado a cinco Premios Óscar, ganado uno de ellos a la Mejor vestuario en Blanco y negro (para Edith Head y Edward Stevenson). Por su interpretación, Lucille Ball fue nominado a los Globos de Oro a la mejor actriz - Comedia o musical. 
Treinta años después, Frank dirigió y coescribió Un toque de distinción, que también trataba sobre una pareja de mediana edad que intentaba tener una aventura, centrada en un viaje cargado de desastres a un lugar donde no serían reconocidos. Sin embargo, nunca se ha considerado un remake absoluto.

## Argumento
A medida que se acercan las vacaciones anuales de seis vecinos, los Gilbert, Masons y Weavers, Kitty Weaver (Lucille Ball) y Larry Gilbert (Bob Hope) se sienten frustrados con la rutina. Cuando ambos cónyuges (Ruth Hussey y Don DeFore) se mantienen alejados de las vacaciones, Kitty y Larry se encuentran solos en Acapulco, con los masones (Philip Ober y Marianne Stewart) postrado en cama por enfermedad. Forzados a estar juntos, Kitty y Larry se enamoran. Una vez que terminan las vacaciones, sin embargo, tienen dificultades para abandonar o continuar su romance.

## Reparto
- Bob Hope como Larry Gilbert
- Lucille Ball como Kitty Weaver
- Ruth Hussey como Mary Gilbert
- Don DeFore como Jack Weaver
- Louis Nye como Charles Busbee
- Philip Ober como Doc Mason
- Marianne Stewart como Connie Mason
- Hollis Irving como Myrtle Busbee

## Premios y distinciones
Premios Óscar
| Año  | Categoría                                           | Persona                                           | Resultado |
| ---- | --------------------------------------------------- | ------------------------------------------------- | --------- |
| 1961 | Mejor guion original                                | Melvin Frank y Norman Panama                      | Nominados |
| 1961 | Mejor canción original                              | Johnny Mercer                                     | Nominado  |
| 1961 | Mejor fotografía en blanco y negro                  | Charles Lang                                      | Nominado  |
| 1961 | Óscar al mejor dirección de arte - Blanco y negro   | Joseph McMillan Johnson, Kenneth Reid y Ross Dowd | Nominados |
| 1961 | Óscar al mejor diseño de vestuario - Blanco y negro | Edith Head y Edward Stevenson                     | Ganadores |